# بخش سالیوان (شهرستان اشلند، اوهایو)
بخش سالیوان (به انگلیسی: Sullivan Township) یک منطقهٔ مسکونی در ایالات متحده آمریکا است که در شهرستان اشلند، اوهایو واقع شده‌است.
 بخش سالیوان ۶۶٫۲ کیلومتر مربع مساحت و ۲٬۵۱۳ نفر جمعیت دارد و ۳۴۶ متر بالاتر از سطح دریا واقع شده‌است.